# Campeonato Chileno de Futebol de 1993 - Segunda Divisão
O Campeonato Chileno de Futebol de Segunda Divisão de 1993 foi a 42ª edição do campeonato do futebol do Chile, segunda divisão, no formato "Primera B". Os 16 clubes jogam em turno e returno. Os três primeiros são promovidos para o Campeonato Chileno de Futebol de 1994. O último colocado era rebaixado para o Campeonato Chileno de Futebol de 1994 - Terceira Divisão.

## Participantes
| Equipe                               | Cidade                                                   | Região                           | No ano anterior                                                      | Estádio                                       | Capacidade | Títulos        | Participações |
| ------------------------------------ | -------------------------------------------------------- | -------------------------------- | -------------------------------------------------------------------- | --------------------------------------------- | ---------- | -------------- | ------------- |
| Club de Deportes Puerto Montt        | Puerto Montt                                             | Região de Los Lagos              | Quinto Lugar                                                         | Estádio Regional de Chinquihue                | 5.300      | 0 (não possui) | 11            |
| Club de Deportes Regional Atacama    | Copiapó                                                  | Região de Atacama                | Quarto Lugar                                                         | Estádio Luis Valenzuela Hermosilla            | 8.000      | 0 (não possui) | 11            |
| Club Deportivo Arica                 | Arica                                                    | Região de Tarapacá               | Décimo Segundo Lugar                                                 | Estádio Carlos Dittborn                       | 10.000     | 1 (1981)       | 12            |
| Club Deportivo Magallanes            | Maipú                                                    | Região Metropolitana de Santiago | Oitavo Lugar                                                         | Estádio Independência                         | 13.500     | 0 (não possui) | 12            |
| Audax Club Sportivo Italiano         | La Florida                                               | Região Metropolitana de Santiago | Sexto Lugar                                                          | Estádio Municipal de La Florida               | 12.000     | 0 (não possui) | 12            |
| Colchagua Club de Deportes           | San Fernando                                             | Região de O'Higgins              | Décimo Lugar                                                         | Estádio Municipal Jorge Silva Valenzuela      | 5.900      | 0 (não possui) | 30            |
| Club de Deportes Lota Schwager       | Coronel                                                  | Região de Bío-Bío                | Décimo Quinto Lugar                                                  | Estádio Municipal Federico Schwager           | 18.500     | 2 (1969, 1986) | 16            |
| Club Social de Deportes Rangers      | Talca                                                    | Região de Maule                  | Décimo Terceiro Lugar                                                | Estádio Fiscal de Talca                       | 8.324      | 1 (1988)       | 10            |
| Club de Deportes Unión San Felipe    | San Felipe                                               | Região de Valparaíso             | Décimo Quarto Lugar                                                  | Estádio Municipal de San Felipe               | 18.500     | 1 (1970)       | 20            |
| Club de Deportes Unión La Calera     | La Calera                                                | Região de Valparaíso             | Sétimo Lugar                                                         | Estádio Municipal Nicolás Chahuán Nazar       | 10.000     | 2 (1961, 1984) | 23            |
| Unión Santa Cruz                     | Santa Cruz                                               | Região de O'Higgins              | Nono Lugar                                                           | Estádio Municipal Joaquín Muñoz García        | 4.500      | 0 (não possui) | 7             |
| Club de Deportes Santiago Wanderers  | Valparaíso                                               | Região de Valparaíso             | Décimo Primeiro Lugar                                                | Estádio Elías Figueroa Brander                | 23.000     | 1 (1978)       | 10            |
| Club de Deportes Ñublense            | Chillán                                                  | Região de Bío-Bío                | Acesso pelo Campeonato Chileno de Futebol de 1992 - Terceira Divisão | Estádio Bicentenário Municipal Nelson Oyarzún | 12.000     | 1 (1976)       | 27            |
| Club Deportivo Huachipato            | Talcahuano                                               | Região de Bío-Bío                | Rebaixado do Campeonato Chileno de Futebol de 1992                   | Estádio Las Higueras                          | -----      | 1 (1966)       | 9             |
| Club Deportivo Arturo Fernández Vial | Concepción                                               | Região de Bío-Bío                | Rebaixado do Campeonato Chileno de Futebol de 1992                   | Estádio Municipal de Concepción               | 35.000     | 1 (1982)       | 3             |
| Club Deportes Cobresal               | Localidade de El Salvador, na comuna de Diego de Almagro | Região de Atacama                | Rebaixado do Campeonato Chileno de Futebol de 1992                   | Estádio El Cobre                              | 8.000      | 1 (1983)       | 5             |

## Campeão
| Campeão Chileno Segunda Divisão 1993                        |
| ----------------------------------------------------------- |
| Club Social de Deportes Rangers (Talca) (2º título) Campeão |